# Franz Lefler

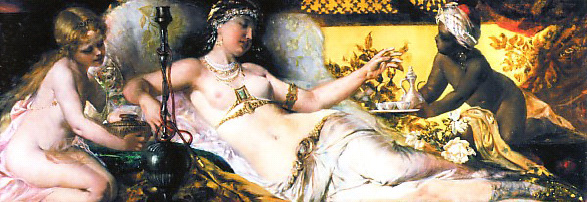
Odaliske (1880)

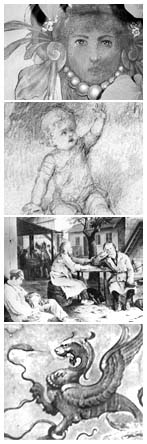
Freskodetail, Kind mit Ball (Ausschnitt), Die Arbeitspause, Freskodetail

Franz Lefler (* 1831 in Langenbruck, Böhmen; † 19. Juni 1898 in Weissenbach an der Triesting) war ein österreichischer Maler.

## Leben
Lefler ließ sich nach seinem Studium an den Akademien der bildenden Künste in Wien und Prag 1858 in Wien nieder. Er malte vor allem Allegorien, Kinderdarstellungen, Genre- und Historienbilder, Porträts, Decken- und Wandgemälde sowie Theatervorhänge, beispielsweise des Stadttheater Augsburg. Die Sommerfrische verbrachte Franz Lefler ebenso wie der Librettist und Mitdirektor des Theaters an der Wien, Camillo Walzel in Weissenbach an der Triesting. Franz Lefler schuf an einigen Fassaden von Hotels und Villen in Weissenbach Fresken in neomanieristischem Stil. Neben seiner intensiven malerischen Auseinandersetzung mit dem Thema des Kindes in der bildnerischen Darstellung und der eigenständigen Verarbeitung von Einflüssen von Makartstil und Ägyptenmode ist auch die Beschäftigung mit sozialkritischen Themen ein Bestandteil im Werk von Franz Lefler.
Leflers Sohn Heinrich war Professor an der Akademie der Bildenden Künste in Wien, Maler und Bühnenbildner.

## Werke (Auswahl)
- Besitzergreifung von Congo. Ein weißes Kind mit Pickelhaube umfasst ein farbiges Kind, das eine Schale mit Früchten in den Händen trägt
- Ein Dekorationsbild für einen Salon
- Die Gratulation und Tanzunterricht jeweils eine Gruppe von fünf Kindern im Freien[2]
- Liebesglück, Eheglück (erschien auch als Kupferätzung)
- Lust und Leid (Kupferätzung)